# Tiofine
Tiofine was een Nederlands chemiebedrijf en producent van titaandioxide. Het werd in 1960 opgericht als Titaandioxide Fabriek. Later werd de naam veranderd in TDF Tiofine. Het bedrijf levert pigmenten voor de kleurstoffenindustrie. In 2000 werd het bedrijf overgenomen door Kerr-McGee dat het opnam in de chemie-afdeling. Hiervan werd de pigmentdivisie in 2006 als Tronox afgesplitst.

## Geschiedenis
Het bedrijf is oorspronkelijk opgezet door Billiton in 1960 in het Botlekgebied bij Rozenburg. In 1962 begon de productie volgens het sulfaatproces.
Rond 1970 kwam Billiton in handen van Shell. Wegens verontreinigingen werd de vergunning voor het lozen van afvalwater niet verlengd en werd een nieuwe fabriek gebouwd die vanaf 1989 werkte volgens het chlorideproces. Deze fabriek was voor 50% eigendom van Billiton en voor het overige deel eigendom van het Amerikaanse bedrijf Cyanamid.
In 1991 nam Billiton het aandeel van Cyanamid over en werd enige eigenaar. Tiofine werd echter in de etalage gezet en de titaandioxidefabrikanten Rhône-Poulenc en Kemira hadden belangstelling. Op 6 juli 1993 werd bekend dat het Finse bedrijf Kemira Pigments, dat al een titaandioxidefabriek in Pori bezat, Tiofine over zou nemen. Op dit moment was de productiecapaciteit 45.000 ton titaandioxide per jaar en werkten er 360 mensen. De daadwerkelijke productie bedroeg toen ongeveer 40.000 ton/jaar.
In 1999 werd Tiofine opnieuw verkocht, nu aan het in Oklahoma City gevestigde bedrijf Kerr-McGee, dat vooral in de aardgas- en aardoliewinning actief was. Kerr-McGee, dat met een totale titaandioxideproductie van 600.000 ton/jaar ongeveer 16% van de wereldmarkt in handen had, keerde in 2006 terug naar haar kernactiviteit en verzelfstandigde haar titaandioxide-divisie. Deze ging Tronox heten.
In 2017 werkten bij Tronox in de Botlek 260 mensen en was de capaciteit van de fabriek 90.000 ton/jaar.
Op 17 maart 2025 werd bekend dat Tronox de fabriek zal gaan sluiten.